# منبذة

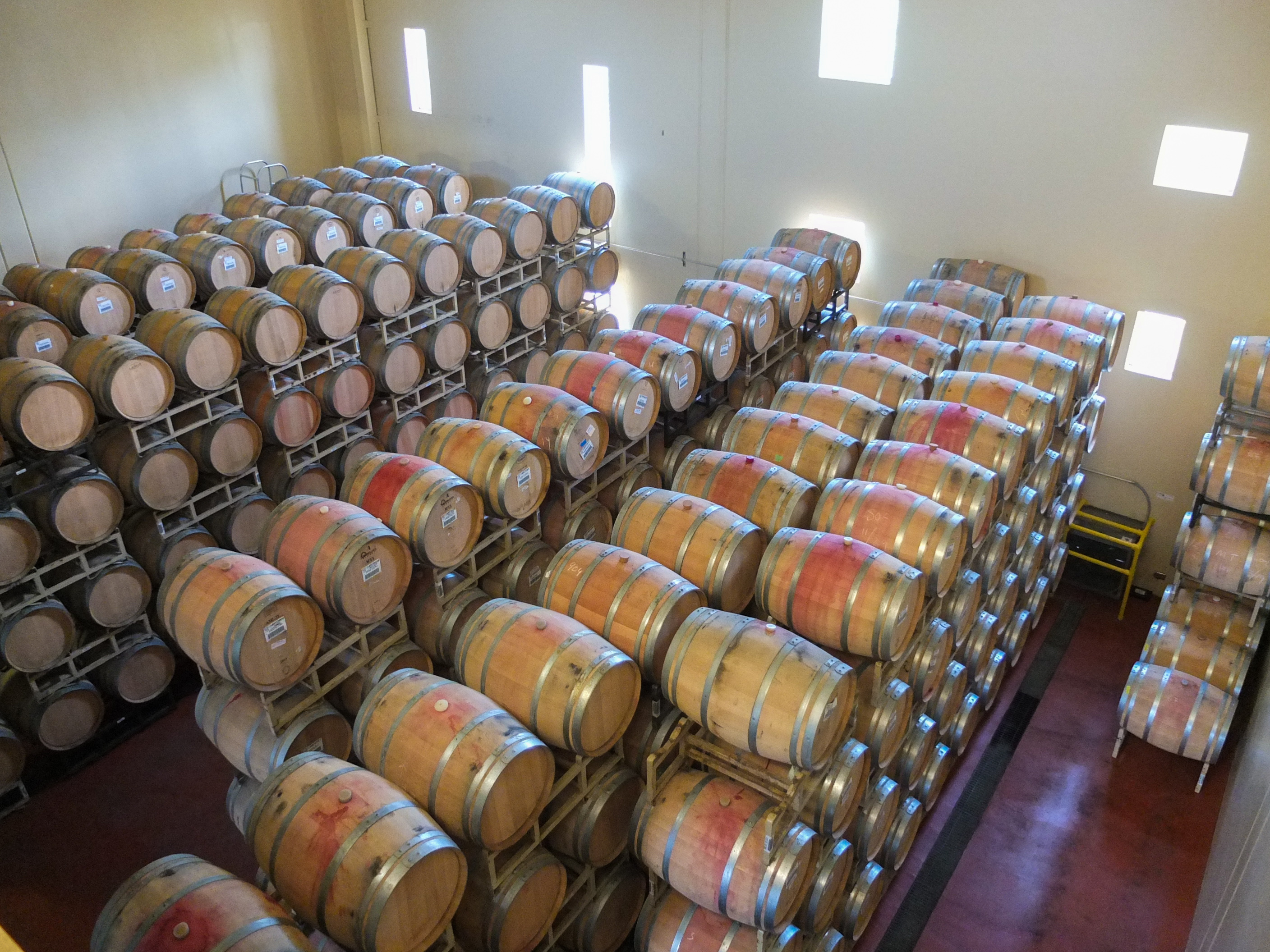
دنان النبيذ

المَنْبَذة أو المَخمرة هو مبنى أو عقار ينتج النبيذ أو نشاط تجاري يشارك في إنتاج النبيذ، مثل شركة نبيذ. تمتلك بعض شركات النبيذ العديد من المنابذ. قد تحتوي المنابذ الكبيرة إلى جانب معدات صنع النبيذ على مستودعات وخطوط تعبئة ومختبرات ومساحات كبيرة من الخزانات المعروفة باسم مزارع الخزانات أيضًا. قد تكون المنابذ موجودة منذ 8000 عام.

## طالع أيضًا
- نباذ
- نبيذ